# Terri Schiavo
Theresa Marie Schindler-Schiavo (Lower Moreland Township, 3 de dezembro de 1963 — Pinellas Park, 31 de março de 2005) foi uma mulher estadunidense, de São Petersburgo, Flórida, que esteve no centro do movimento do direito a morrer nos Estados Unidos, tornando-se assim um ícone da questão da eutanásia no início do século XXI depois de passar quinze anos em estado vegetativo permanente e irreversível. Seu marido e guardião legal argumentou que Terri não queria ser mantida no suporte de vida, sem nenhuma perspectiva de melhora e lutou nos tribunais para remover seu tubo de alimentação. Os pais de Terri argumentaram em manter o suporte de vida, o tubo de alimentação e hidratação, alegando que ainda havia consciência. O caso foi amplamente coberto pela mídia e apresentou problemas legais e éticos, tendo envolvido até mesmo políticos, juízes da suprema corte e o presidente na época, George W. Bush.
Terri sofreu uma parada cardíaca em casa, em São Petersburgo, no dia 25 de fevereiro de 1990. Foi ressuscitada e encaminhada ao hospital, mas sofreu extensos danos cerebrais devido à hipoxia e entrou em coma profundo. Depois de dois meses e meio sem melhora, seu diagnóstico foi alterado para estado vegetativo persistente. Por dois anos, os médicos tentaram fisioterapia e terapia com fonoaudiólogos, além de outras terapias experimentais na tentativa de trazê-la para o estado consciente, sem sucesso. Em 1998, Michael Schiavo, seu marido, entrou com uma petição na Corte da Flórida para remover o tubo de alimentação de Terri, apoiado na lei do estado. Os pais de Terri, Robert e Mary Schindler, se opuseram, argumentando que a filha estava consciente. A corte determinou que Terri não queria ser mantida viva de maneira artificial e em 24 de abril de 2001, o tubo foi removido pela primeira vez, apenas para ser reinserido dias depois.
Em 25 de fevereiro, um juiz do Condado de Pinellas ordenou a retirada do tubo de alimentação de Terri. Várias apelações se seguiram, até mesmo com intervenção federal. A Suprema Corte Federal decidiu manter a decisão do juiz de Pinellas, ordenando que a equipe hospital da casa de recuperação desconectasse o tubo em 18 de março de 2005. Terri viria a falecer em 31 de março do mesmo ano.
Ao todo, o caso envolveu 14 apelações e diversas petições legais, moções, e audiências na corte da Flórida. Cinco processos na esfera federal, envolvimento do governo federal no nível legislativo, o Congresso dos Estados Unidos e o presidente George W. Bush. O caso também foi usado pelo movimento pró-vida, envolvendo os grupos que defendem o direito de morrer e os direitos de pessoas com deficiências. Desde a morte de Terri, seu marido e sua família escreveram vários livros sobre seus pontos de vista a respeito do caso, ambos os lados envolvidos em ativismo.

## Biografia

### Vida pessoal
Terri nasceu em 3 de dezembro de 1963, como Theresa Marie Schindler. Estudou na Brebeuf Jesuit High School e sofrendo com sobrepeso desde a infância - a Terri adolescente media 1,60m e pesava 91kg - ela logo entrou em dietas restritivas, chegando a perder quase 30kg antes de entrar na faculdade. Foi na Faculdade Comunitária de Bucks County que ela conheceu o futuro marido, Michael Schiavo, em 1982. Os dois começaram a namorar e se casaram em 10 de novembro de 1984, mudando-se para a Flórida, em 1986, perto dos pais de Terri. Michael era gerente de um restaurante enquanto Terri era contadora em uma seguradora.

### Início da crise: 1990
Na manhã do dia 25 de fevereiro de 1990, Terri desmaiou no corredor de seu apartamento. Bombeiros e paramédicos chegaram à residência atendendo ao pedido de socorro de Michael e a encontraram caída no chão inconsciente, sem respirar e sem pulso. Eles a entubaram, tentaram ressuscitá-la e a levaram para o Hospital Humana Northside.
Terri vinha tentando uma dieta rigorosa para manter seu peso, bebendo líquidos boa parte do dia e tomando cerca de 10 a 15 copos de chá gelado. No hospital, os médicos constataram que ela tinha hipocalemia (baixos níveis de potássio no sangue). Seu nível de potássio era duas vezes mais baixo do que o normal para uma adulta de sua idade, peso e altura. Os níveis de sódio e cálcio eram normais. Distúrbio eletrolítico normalmente é causado pelo excesso de fluídos e uma consequência séria da hipocalemia é alterações na frequência cardíaca, incluindo a síndrome da morte súbita por arritmia. Outra causa para baixos níveis de potássio é o vômito, especialmente em casos de bulimia, onde a pessoa provoca a regurgitação. Terri foi alimentada com um tubo nasográstrico, passando depois para uma gastrostomia endoscópica percutânea (PEG).
Tanto o médico da emergência, Dr. Victor Gambone, quanto o neurologista, Dr. Garcia J. DeSousa, do hospital Humana Northside atestaram de maneiras independentes o estado vegetativo persistente de Terri cerca de um ano depois de sua parada cardíaca em casa.

### Os esforços na reabilitação: 1990–1993
De 1990 a 1993, Michael e os sogros tiveram uma relação amigável. Em novembro de 1990, Michael levou Terri até a faculdade de medicina da Universidade da Califórnia em São Francisco para tentar um tratamento experimental de estimulação neural através de um estimulador no tálamo. O tratamento durou vários meses e não foi bem sucedido. Ele retornou à Flórida com a esposa em janeiro de 1991 e a internou em um centro de reabilitação em Bradenton. Em 19 de julho de 1991, Terri foi transferida para a unidade de tratamento de Sabal Palms Skilled, onde recebeu terapia ocupacional contínua e tratamento com fonoaudiólogo, até 1994. Em 1993, Michael Schiavo assinou uma ordem de não-ressuscitamento para Terri, depois que ela contraiu uma infecção urinária.

## Batalha legal: 1992–2002

### Negligência
Em 1992, Michael processou por negligência o médico de Terri, por não ter diagnosticado que a bulimia era a causa da infertilidade da esposa. Terri teria ido ao médico ao parar de menstruar, mas o médico não levou em conta seu histórico médico, que revelaria que ela vinha sofrendo de desordens alimentares. No caso, os amigos de Terri confirmaram que ela era bulímica. Em novembro de 1992, Michael ganhou o caso e a corte estipulou uma indenização de 6,8 milhões de dólares, depois reduzida por 2 milhões, já que Terri foi considerada parcialmente responsável por sua condição. Com os pagamentos das despesas com advogados e com o caso, Michael embolsou entre 300 mil e 750 mil dólares, que colocou em um fundo para cobrir o tratamento médico de Terri. Segundo Michael, no começo de 2003, os pais de Terri o obrigaram a dividir o valor ganho com eles.

### A remoção do tubo
Em 18 de junho de 1990, a corte apontou Michael Schiavo como o guardião legal de Terri, o que não foi contestada pelos pais de Terri na época. Em maio de 1998, Michael entrou com uma petição para remover o tubo de alimentação de Terri, o que os pais dela rapidamente se opuseram. Richard Pearse foi apontado pelo tribunal como segundo guardião legal na época e em 29 de dezembro de 1998 argumentou que era opinião dos médicos envolvidos no caso de Terri Schiavo que ela estava em estado vegetativo permanente, como definido pelos estatutos da Flórida, o que incluía ausência de ação voluntária e incapacidade de comunicação e de interação proposital.
Pearse argumentou que não havia possibilidade de melhora, mas que as ações de Michael Schiavo poderiam ter sido influenciadas pelo potencial de herdar o que restava da propriedade de Terri Schiavo enquanto ele permanecesse casado com ela. Assim, Pearse recomendou negar sua petição para remover seu tubo de alimentação, relatando a questão do conflito de interesses envolvendo também os pais de Terri, que mandaram Michael se divorciar de Terri, tornando-se assim elegíveis para a herança dela quando Terri morresse.

### O desejo de Terri
Devido à ausência de um testamento, um julgamento foi feito na corte do Condado de Pinellas pelo juiz George Greer na semana do dia 24 de janeiro de 2000, para determinar os desejos de Terri Schiavo a respeito de procedimentos de prolongamento da vida. O julgamento contou com o testemunho de 18 testemunhas a respeito da condição médica e de seus desejos de não ser mantida de maneira artificial. Michael argumentou que sua esposa não queria ser mantida viva por meio de máquinas se sua chance de recuperação fosse quase nula. Segundo o resumo do julgamento, seus pais argumentaram que Terri era católica praticante, que não violaria os ensinamentos da igreja referentes à eutanásia, recebendo assim hidratação e alimentação através de tubos. O juiz Greer assinou uma ordem autorizando a petição de remoção do suporte artificial à vida de Terri em fevereiro de 2000. Nesta decisão a cota decidiu que Terri estava em estado vegetativo persistente e que fez declarações orais a respeito de seu desejo de não querer ser mantida viva de maneira artificial. A decisão foi mantida pela corte de apelações da Flórida.

## Morte

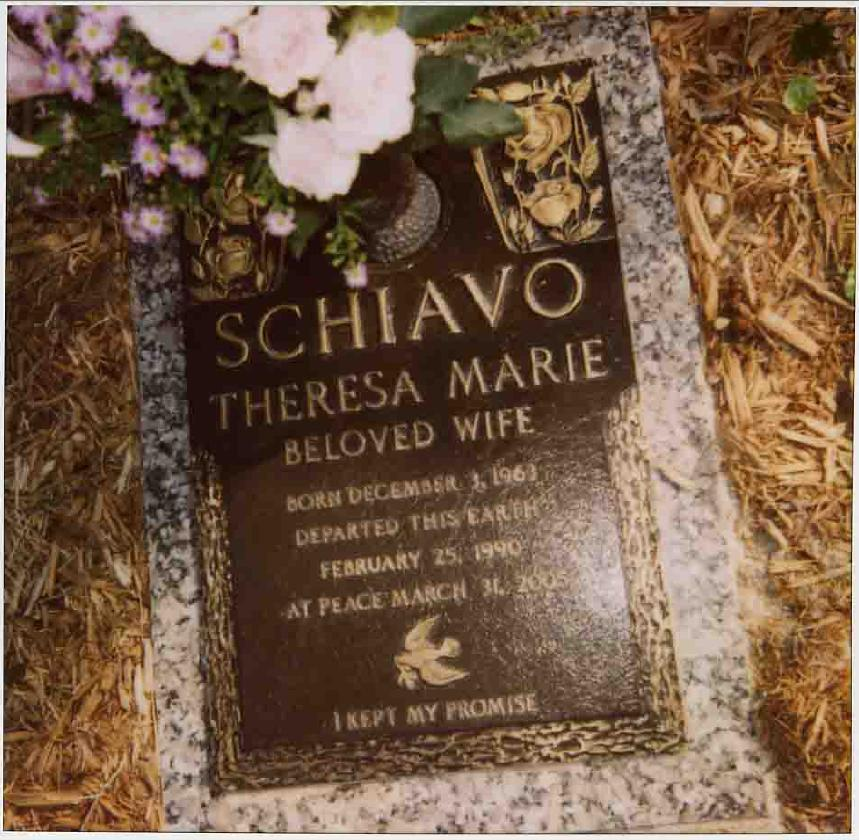
O túmulo de Terri Schiavo

Em 24 de março de 2005, depois de cinco anos de batalhas em tribunais pelo país, o juiz Greer negou a petição de intervenção da família de Terri, assinando a ordem que proibia o governo de mover ou decidir por Terri Schiavo, proibindo também qualquer oficial da lei a agir desta maneira no estado da Flórida. Iniciou-se uma batalha legal e jurídica, que envolveu até mesmo o governador do estado.
Terri Schiavo faleceu no hospital Pinellas Park de cuidados paliativos em 31 de março de 2005. Apesar de haver preocupações a respeito da desidratação em pacientes como Terri, sua morte foi sem dor e pacífica.

### Necrópsia
O corpo de Terri foi levado para o escritório do legista dos condados de Pinellas e Pasco, em Largo, Flórida, para uma necropsia, que ocorreu em 1º de abril de 2005. O exame revelou extenso dano cerebral, apesar do atestado de óbito declarar a morte como "indeterminada". Relatórios foram feitos por médicos especialistas como legistas e neuropatologistas. Seu sistema nervoso tinha danos extensos. Enquanto o cérebro de uma mulher da mesma idade, altura e peso de Terri pesa em média 1200gr, o de Terri pesava apenas a metade, causado pela perda massiva de neurônios. Exames microscópicos revelaram danos extensos em praticamente todas as regiões do cérebro, incluindo o córtex, o tálamo, o gânglio basal, o cerebelo, o mesencéfalo e o hipocampo. Por todo o córtex cerebral, as células piramidais, que compõem 70% das células corticais, cruciais para o funcionamento do cérebro, tinham sido completamente perdidas. O padrão de danos no córtex, vindo da parte da frente, para a parte de trás é típica neste tipo de lesão. Os danos, de acordo com o neuropatologista, eram irreversíveis e nenhuma terapia ou tratamento poderia reverter a perda em massa de neurônios.